# Neodorcadion virleti
Neodorcadion virleti är en skalbaggsart som först beskrevs av Gaspard Auguste Brullé 1832.  Neodorcadion virleti ingår i släktet Neodorcadion och familjen långhorningar. Inga underarter finns listade i Catalogue of Life.